# 坑口村

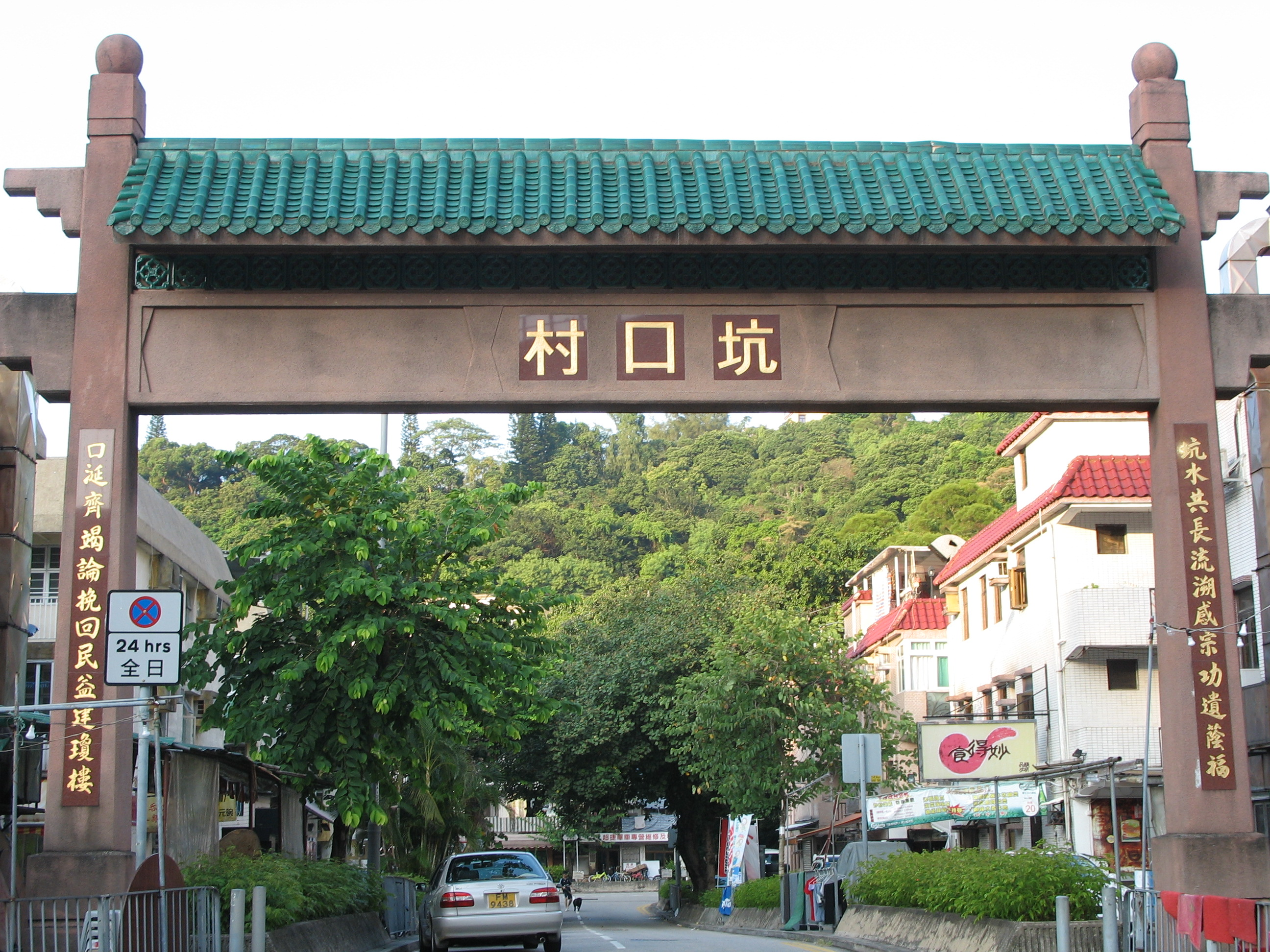
坑口村牌坊

坑口村（Hang Hau Village）是香港新界將軍澳的一條鄉村，位於西貢區將軍澳坑口鴨仔山旁的寓安里。

## 簡介

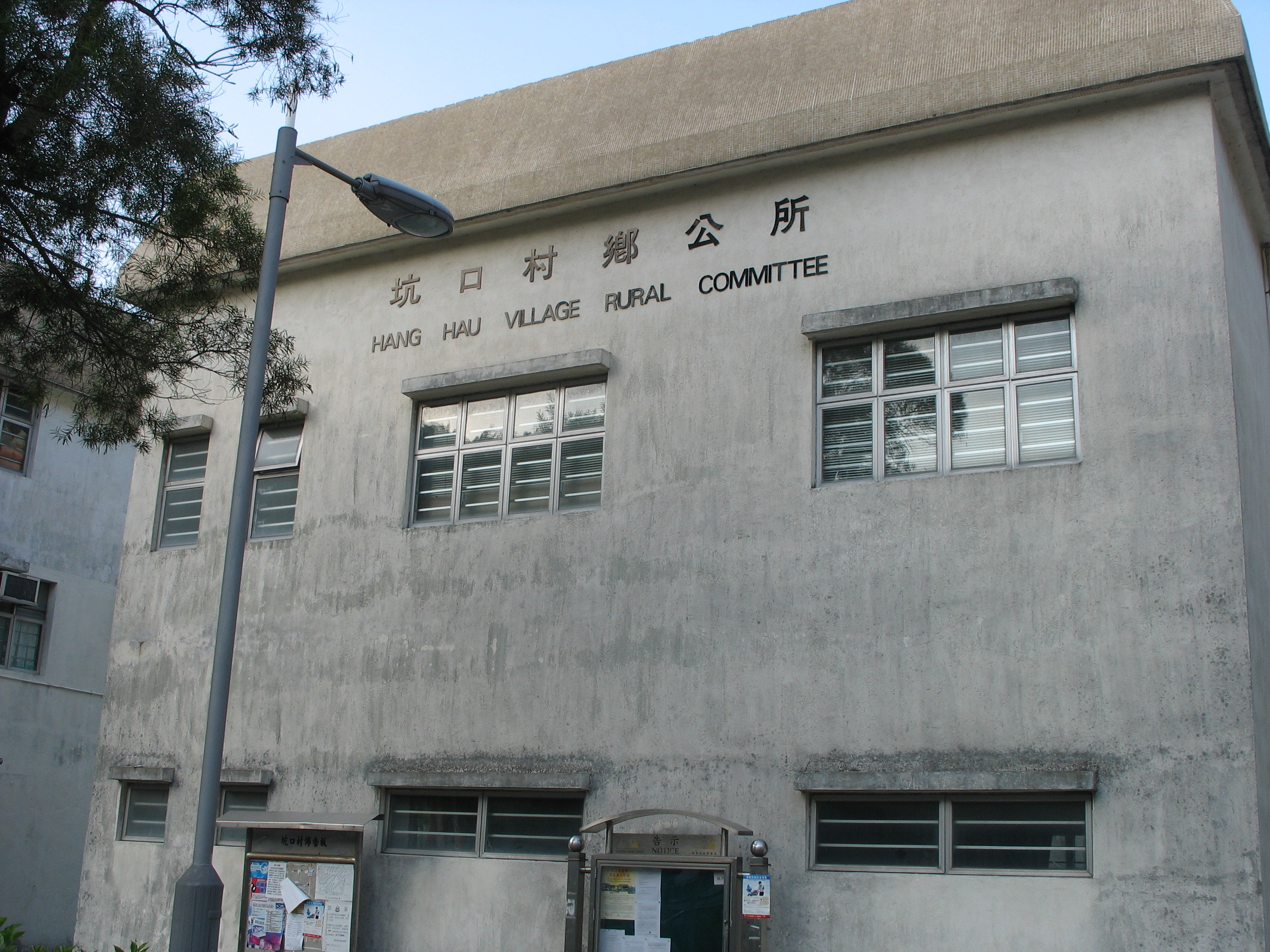
坑口村鄉公所

坑口村屬於坑口鄉事委員會屬下鄉村之一，現址為新村，只有三十餘年歷史。舊村原位於現將軍澳醫院一帶之位置，立於17世紀末，根據當地村民的記述，坑口村為將軍澳最早有居民定居的村落。村民多是雜姓，以黃、張兩姓人士居多，居民沿海聚居，多以漁農為業。1989年香港政府發展將軍澳新市鎮，並展開填海工程，以致該區從新規劃，坑口村逐遷至填海區上的寓安里現址重建，入口處建有「坑口村」牌坊。

## 商舖
由於鄰近多個大型屋苑，坑口村慢慢地開設不同種類的商店，其中以特色食肆吸引區內居民特地光顧。

## 村代表
- 原居民代表：張錫金、成其江、邱永聰
- 居民代表：練子強

## 鄰近地方
- 鴨仔山公園
- 水邊村
- 富寧花園
- 港澳信義會小學
- 保良局甲子何玉清中學
- 清水灣電影製片廠